# Jada Alberts
Jada Alberts es una actriz, dramaturga, guionista, directora, artista y poeta aborigen australiana.

## Biografía
Alberts es del extremo superio de Australia, de ascendencia larrakia, yanuwa, bardi y wardaman. Su madre es Franchesca Cubillo.
Asistió al Mary MacKillop College en el suburbio de Kensington en Adelaida de 1996 a 2001, y se graduó en el Adelaide Centre for the Arts en 2006.

## Trayectoria
Alberts trabaja en muchos medios: es actriz, música, pintora, poeta y dramaturga. También ha escrito para la pantalla.

### Teatro
Alberts ha actuado regularmente en el escenario desde al menos 2005, cuando actuó en dos producciones como estudiante de tercer año en el Centro de Artes de Adelaida. Una de ellas fue El rey Lear. En 2013-2014, Alberts interpretó el papel de Goneril en una producción itinerante de El rey de las sombras[8], que "reelaboraba la eterna tragedia de Shakespeare El rey Lear como una historia extensa y bañada en sangre de dos familias indígenas del norte de Australia".
Alberts actuó en Frost/Nixon y The Birthday Party para la Melbourne Theatre Company; Second to None, para Vitalstatistix y Kurruru Performing Arts; Cat (Windmill Theatre); Yibiyung (Company B / Malthouse Theatre); Wulamanayuwi and the Seven Pamanui (Darwin Festival); The Green Sheep (Cate Fowler); y en varias giras, tanto por Australia como por el extranjero, de Saltbush (Insight Arts). En 2013 estuvieron en This Heaven (Compañía B); y Hipbone Sticking Out (YijilaYala/Big hART).
Alberts fue ayudante de dirección de Windmill Baby para la Compañía B en 2011. Han participado en varios proyectos para Melbourne Workers Theatre, Arena Theatre Company, RealTV y State Theatre Company South Australia (STCSA).
También han escrito para el escenario, incluida la obra Brothers Wreck, representada por primera vez en 2014 por Company B en el Belvoir Theatre de Sídney, dirigida por Leah Purcell, con gran éxito de crítica. Posteriormente se convirtieron en artistas asociados en Belvoir. Escribieron esta obra a partir de un deseo tras darse cuenta de que había pocos australianos indígenas representados en televisión y aún menos en el escenario, y de que no se hablaba de los suicidios en la comunidad. En 2018 Alberts dirigió la obra para una producción colaborativa de Malthouse y STCSA, en su debut como directora, que volvió a ser bien recibida. Muchos elementos de la producción eran diferentes, pero Lisa Flanagan volvió a interpretar su papel de Petra.
En junio de 2023, Aretha - A Love Letter to the Queen of Soul, un homenaje a la cantante de soul estadounidense Aretha Franklin, se estrenó en la Ópera de Sídney antes de ir a Brisbane y Melbourne. Alberts dirigió y narró el musical, en el que participaron Emma Donovan, Montaigne, Thandi Phoenix, Thndo y Ursula Yovich, junto con una banda de nueve músicos. Alberts dice que tiene una conexión especial con la música de Franklin, que le resulta muy enraizante: "No sólo me encanta la música de Aretha y he estado muy cerca de ella en mi vida, sino que su música también me ha salvado en algunos momentos de mi vida".

### Cine
Alberts fue una habitual en Cleverman y una co-ganadora de la Actuación Sobresaliente de un Conjunto en una Serie de Drama en los Premios Equity Ensemble 2018. También escribió para la serie.
Alberts trabajó como guionista en la serie de la SBS While the Men Are Away en 2023.

## Vida personal
A partir de septiembre de 2020 Alberts mantiene una relación con la actriz Kate Box, y tienen tres hijos juntas. Ambas aparecieron en la serie dramática carcelaria Wentworth.
Alberts es no binaria y lesbiana y ha declarado su preferencia por usar los pronombres ellos/ellas. Se les ha diagnosticado trastorno de estrés postraumático complejo.

## Reconocimientos y premios
- 2007: Ganadora del Premio del Círculo de Críticos de Adelaida a la Mejor Artista Emergente por What I Heard About Iraq (Holden Street Theatres).[1][18]
- 2013: Ganador del Premio Balnaves, una beca para apoyar a un dramaturgo emergente de las Primeras Naciones para crear una nueva obra en Belvoir.[1][19]
- 2014: Nominación a la Mejor Obra Nueva Australiana en los Premios de Teatro de Sídney por Brothers Wreck.[19]
- 2015: Nominación al Premio Nick Enright de Dramaturgia en los Premios Literarios del Primer Ministro de Nueva Gales del Sur, por Brothers Wreck.[19]
- 2015: Nominación a los Premios AWGIE a la Mejor Obra de Teatro por Brothers Wreck.[19]
- 2016: Ganador del premio a la escritura en sus inicios profesionales en los premios inaugurales Mona Brand Awards en la Biblioteca Estatal de Nueva Gales del Sur[5] (valorado A$10,000).[20]

## Filmografía
Sus apariciones en cine y televisión como actriz incluyen: 
| Año     | Título         | Role             | Notas        |
| ------- | -------------- | ---------------- | ------------ |
| 2023    | In Our Blood   | Deb Ferguson     | 4 episodios  |
| 2022    | The Stranger   | Detective Rylett |              |
| 2020    | Mystery Road   | Fran Davis       | 6 episodios  |
| 2017    | Wake in Fright | Sandy Fanshawe   | 2 episodios  |
| 2016-17 | Cleverman      | Nerida Oeste     | 12 episodios |
| 2013-14 | Wentworth      | Toni Goodes      | 5 episodios  |
| 2012    | Redfern now    | Marcia           | 1 episodio   |
| 2010    | Lil Larrakins  | Palanqueta       | 3 episodios  |
| 2010    | Rush           | Leanne Daly      | 1 episodio   |
| 2010    | Red Hill       | Ellin Conway     |              |
| 2008    | The Hunter     | Clara            | Corto        |
| 2005    | The Hunter     | Olivia           | Corto        |

| Año  | Título                 | Role      | Notas       |
| ---- | ---------------------- | --------- | ----------- |
| 2023 | While the Men are Away | Escritora |             |
| 2017 | Cleverman              | Escritora | 2 episodios |